# 통뼈
통뼈(영어: Big-boned)는 뼈의 굵기와 둘레 그리고 두께가 굵직한 사람을 뜻한다. 즉 뼈의 골 밀도가 높고 조골세포가 많이 분포 되어 있다는 것이다. 주로 뼈 자체의 굵기 또는 뼈와의 말단 부위가 굵은 경우가 많다.

## 설명
인간은 성인이 되었을 때 가장 뼈가 굵고 밀도가 높다고 한다. 그 후 중년층에서 노년층이 되면서 노화가 진행되니 조골 세포의 수가 기하급수적으로 줄고 파골세포의 분포가 증가함에 따라 골다공증에 걸릴 확률이 높은 것이다.
하지만 유전적으로 뼈 자체가 굵게 태어난 사람들이 있다. 그 사람들은 통상적으로 골 밀도가 웬만해선 감소가 되지 않는 다고 한다. 그러므로 상대적으로 골절이 극히 드물게 일어나는 것이다.

## 통뼈가 되는 방법
통뼈는 성별에 따라 영향이 있다고 하는데 우선 결론부터 말하자면 통뼈가 되기 위해선 유전적 요인, 물리적 자극, 칼슘, 단백질 등의 영양소를 충분히 섭취하기 등이 있다고 한다. 현대 한국인의 경우 영양소 섭취에는 문제가 없으니 적절한 물리적 자극 그리고 유전적 요인만 있으면 된다.
하지만 통뼈 대부분은 유전적인 요인으로 결정이 된다. 물론 후천적인 요인으로도 키와 달리 통뼈는 노력하면 통뼈가 될 수 있다. 다만 '노력'이라는 정도가 웨이트 운동 기준 하루에 못 해도 4시간은 매일매일 꾸준히 해줘야 한다.
일단 후천적 요인에 해당하는 '물리적 자극'으로 통뼈가 되는 방법은 대게 성장기, 성인기까지 효과가 크다. 우선 뼈 부위 중 다리를 기준으로 잡자면 줄넘기, 장거리 조깅, 수영, 웨이트 운동이 있다. 특히 이중에서 직접적인 물리적 자극으로 통뼈가 될 수 있는 가장 큰 운동 방법은 바로 줄넘기이다. 왜냐하면 줄넘기는 수직 운동이기 때문인데, 수직 운동은 중력에 대항하는 운동이기 때문이다. 위에서 아래로 상하 운동을 할 때 중력에 의한 위치 에너지가 역학적 에너지인 운동 에너지로 전환 되는 순간 뼈에 자극을 주기 때문이다.
근육이 성장하는 메커니즘은 어떤 외부의 물리적 자극이나 손상 따위를 받으면 근 세포들이 부피를 키워 상처를 매꾸는데 그 부피를 키울 때 근육도 커지는 것이다. 이와 마찬가지로 뼈도 근육처럼 물리적 자극이나 손상 따위를 받으면 굵어진다. 다만 굵어지는 정도가 근육에 비하면 턱없이 눈에 잘 안보인다. 적어도 몇 년 이상은 물리적 자극과 미세 손상을 줄 수 있는 운동을 해야 굵어지는 것이기에 꽤나 노력을 많이 해야 한다.
그리고 운동 후 칼슘과 인 그리고 단백질과 비타민 D, 특히 비타민 D와 칼슘은 무조건 필수로 섭취 해야한다. 해당 성분들이 뼈 형성에 가장 많은 구성 비율을 차지하고 있으며 특히 비타민 D는 칼슘 흡수 및 세포 재생과 세포 분열을 촉진 시키고 칼슘은 뼈를 구성하는 성분 중 57.5%를 차지하고, 인은 뼈를 구성하는 성분 중 나머지 42.5%를 차지하기에 영양 섭취가 제대로 되지 않을 경우 골 형성이 잘 일어나지 않을 수 있다.
그뿐만 아니라 성장기 아동, 청소년의 경우 해당 성분들을 제대로 섭취를 하지 않을 경우, 키 성장과 골격 성장이 제대로 이루어지지 않을 수 있다. 위에 제시한 성분들은 필수이고 해당 성분들만 섭취하라는 뜻이 아니라 다른 음식에서도 영양을 보충하며 뭐든지 골고루 섭취 해야 한다. 음식을 섭취해야 할 상황이 생기지 않는다면 영양제를 섭취하는 것도 나쁘지 않다. 아니 오히려 영양제가 더욱 도움이 될 수도 있다. 식품으로 미네랄들을 섭취하기엔 턱 없이 양이 부족한데 영양제에는 하루 권장량 또는 최대량까지 분포 되어 있어서 오히려 영양제를 챙겨 먹는 것이 도움이 될 수도 있다.